# Зинделсдорф
Зинделсдорф (њем. Sindelsdorf) општина је у њемачкој савезној држави Баварска. Једно је од 34 општинска средишта округа Вајлхајм-Шонгау. Према процјени из 2010. у општини је живјело 1.088 становника. Посједује регионалну шифру (AGS) 9190153.

## Географски и демографски подаци
Зинделсдорф се налази у савезној држави Баварска у округу Вајлхајм-Шонгау. Општина се налази на надморској висини од 609 метара. Површина општине износи 17,5 km². У самом мјесту је, према процјени из 2010. године, живјело 1.088 становника. Просјечна густина становништва износи 62 становника/km².